# Campionati mondiali di ginnastica ritmica sportiva 1993

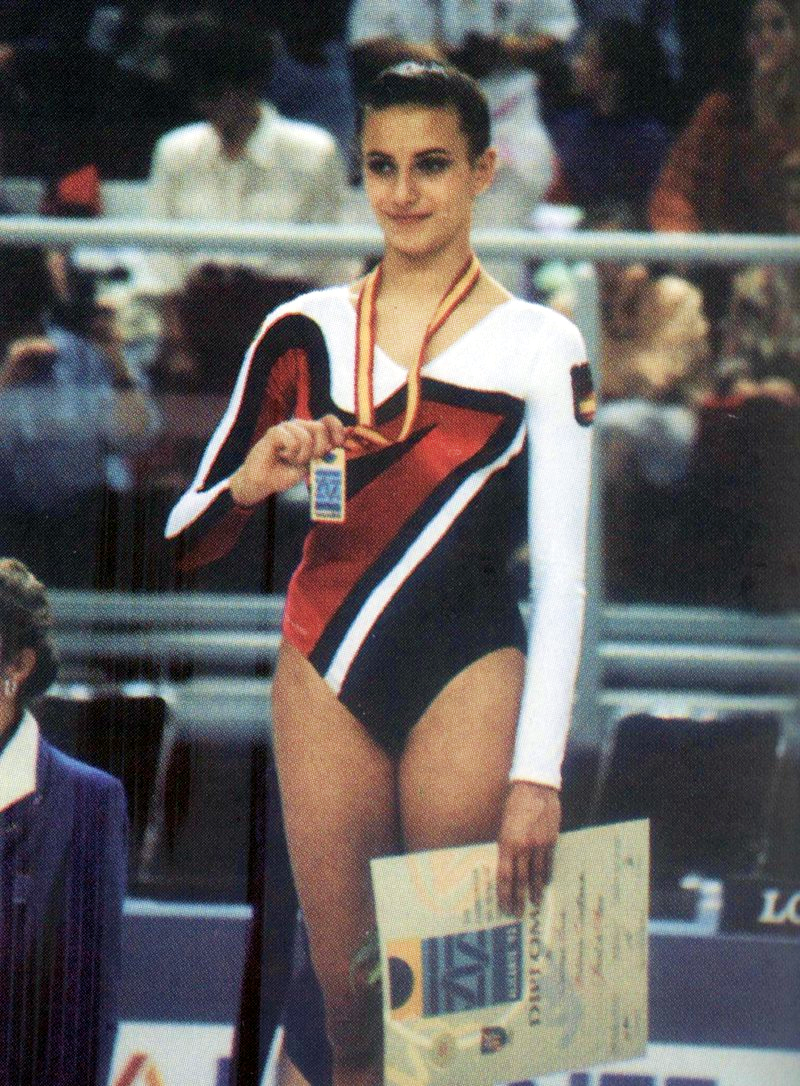
Carmen Acedo, vincitrice di un oro

I XVII Campionati mondiali di ginnastica ritmica sportiva si sono svolti ad Alicante, in Spagna, dal 4 al 7 novembre 1993.
Vi hanno avuto luogo solamente gli eventi individuali.

## Risultati
| Evento                          | Oro                                                          | Argento                                    | Bronzo                                                                                  |
| Individuale (clavette)          | Carmen Acedo Spagna 9,775                                    | Carolina Pascual Spagna 9,675              | Marija Petrova Bulgaria / Taccjana Ahryzka Bielorussia / Olena Vitryčenko Ucraina 9,650 |
| Individuale (palla)             | Marija Petrova Bulgaria 9,800                                | Olena Vitryčenko Ucraina 9,675             | Julija Rosljakova Russia / Kateryna Serebrjans'ka Ucraina 9,650                         |
| Individuale (cerchio)           | Marija Petrova Bulgaria 9,825                                | Kateryna Serebrjans'ka Ucraina 9,725       | Olena Vitryčenko Ucraina 9,650                                                          |
| Individuale (nastro)            | Taccjana Ahryzka Bielorussia / Marija Petrova Bulgaria 9,775 | --                                         | Kateryna Serebrjans'ka Ucraina 9,750                                                    |
| Individuale (fune)              | Kateryna Serebrjans'ka Ucraina 9,775                         | Julija Rosljakova Russia 9,650             | Marija Petrova Bulgaria 9,500                                                           |
| Individuale (concorso completo) | Marija Petrova Bulgaria 38,975 pts.                          | Kateryna Serebrjans'ka Ucraina 38,775 pts. | Amina Zaripova Russia 38,400 pts.                                                       |
| Concorso a squadre              | Bulgaria 94,750                                              | Ucraina 94,400                             | Russia 94,200                                                                           |

## Medagliere
| Pos. | Nazione     | Oro | Argento | Bronzo | Totale |
| 1    | Bulgaria    | 5   | 0       | 2      | 7      |
| 2    | Ucraina     | 1   | 4       | 4      | 9      |
| 3    | Spagna      | 1   | 1       | 0      | 2      |
| 4    | Bielorussia | 1   | 0       | 1      | 2      |
| 5    | Russia      | 0   | 1       | 3      | 4      |